# Prosphilus mourgliai
Prosphilus mourgliai är en skalbaggsart som beskrevs av Karl Adlbauer 1995. Prosphilus mourgliai ingår i släktet Prosphilus och familjen långhorningar. Inga underarter finns listade i Catalogue of Life.